# Charles-Joseph Loeillard d'Avrigny
Pour les articles homonymes, voir Avrigny (homonymie).
Charles-Joseph Loeillard d’Avrigny, né à la Martinique vers 1760 et mort à Paris le 16 septembre 1823, est un poète et librettiste français.

## Éléments biographiques
Loeillard d’Avrigny fut envoyé de bonne heure en France et concourut, à dix-huit ans, pour le prix proposé par l’Académie française, avec Prière de Patrocle à Achille. Le prix ne fut pas décerné, mais d’Avrigny obtint la seule mention honorable donnée dans ce concours. Quelque temps après, ayant été attaché au bureau des colonies dans le ministère de la marine, d'Avrigny épousa mademoiselle Renault aînée, célèbre cantatrice de l’Opéra-Comique (en réalité Rose Renaud dite Mlle Renaud l'aînée 1767-18..). Il travailla alors pour ce théâtre, sans y obtenir de succès bien marquants. Il fut plus heureux au Théâtre du Vaudeville, avec une jolie petite pièce intitulée la Lettre. Revenu à la poésie sérieuse, il acquit un renom littéraire plus certain par la publication successive de ses Poésies nationales que distingua le jury des prix décennaux, de Marina, épisode d’un poème de Fernand Cortez qu’il n’a pas achevé, et surtout de son Départ de la Pérouse, œuvre remarquable par de beaux vers et des tableaux bien tracés.
D’Avrigny se fit aussi connaître avantageusement, comme prosateur, par son Tableau historique des commencements et des progrès de la puissance britannique dans les Indes, qui est un des meilleurs fragments d’histoire qui aient paru à son époque. Son dernier ouvrage fut la tragédie de Jeanne d'Arc à Rouen, représentée avec succès au Théâtre-Français en 1819. Quoique la situation de l’héroïne soit trop peu variée et que Jeanne ne semble pas assez inspirée, un plan sage, un beau troisième acte, un mérite éminent de style, valurent à l’auteur, surtout à la lecture, de nombreux suffrages. C'était sans contredit un titre académique, surtout avec l’appui des ouvrages précédents de d’Avrigny. Toutefois il n’obtint pas les honneurs du fauteuil, qu'il avait brigués plus d’une fois. Censeur dramatique, d’abord sous l’Empire, puis sous la Restauration, d'Avrigny s’était fait pardonner ses fonctions par les auteurs mêmes sur les productions desquels elles s’exerçaient : c’est assez dire combien ses formes étaient bienveillantes, son caractère conciliant et modéré.

## Œuvres
- Les Brouilleries, opéra-comique, avec Henri Montan Berton, 1790
- Eugène ou la Piété filiale, opéra-comique, avec le même, 1793
- La Lettre, comédie en un acte, en prose et vaudevilles, Paris, Libraire au Théâtre du Vaudeville, 1794
- Le Mariage de la veille, comédie en un acte, livret de Charles-Joseph Loeillard d'Avrigny ; musique de Louis Emmanuel Jadin, création à l'Opéra-Comique le 2 janvier 1796[2]
- Le Départ de La Pérouse ou les Navigateurs modernes, poème, Paris, Léopold Collin, 1807
- Poésies nationales, Paris, Le Normant, 1812
- Jeanne d'Arc à Rouen, tragédie en cinq actes, en vers, Paris, Ladvocat, 1819
- Une expiation, drame en quatre actes, mêlé de chant, Bruxelles, J.A. Lelong, 1846
- Tableau historique des commencements et des progrès de la puissance britannique dans les Indes.

## Sources
- Ferdinand Hoefer, Nouvelle biographie universelle, Paris, Didot, 1858, p. 881.